# Каткова, Зинаида Фёдоровна
Зинаи́да Фёдоровна Катко́ва (7 октября 1922, Верхушут, Уржумский уезд, Вятская губерния, РСФСР — 8 июня 2004, г. Йошкар-Ола, Республика Марий Эл) — марийский советский и российский писатель, драматург, журналист, член Союза писателей СССР с 1971 года. Первая писательница, получившая почётное звание «Народный писатель Республики Марий Эл» (1992). Заслуженный работник культуры Марийской АССР (1982). Писала на марийском и на русском языке. Член КПСС.

## Биография
Родилась в крестьянской семье. Её мать Елизавета Алексеевна была родной сестрой писателя Тыныша Осыпа. Окончила семилетнюю школу в родной деревне, вначале поступила в Йошкар-Олинское педагогическое училище, затем училась в Сернурском педучилище, где обучение не завершила.
В 1940 году уехала на Дальний Восток, работала в органах внутренних дел и юстиции. С 1949 года работала в редакциях молодёжных газет Хабаровска и Комсомольска-на-Амуре.
В 1954 году вернулась в Йошкар-Олу, стала сотрудницей Медведевской районной газеты. В дальнейшем — методист Министерства культуры Марийской АССР, редактор Марийского радио.
Умерла 8 июня 2004 года в Доме ветеранов, похоронена на Туруновском кладбище.

## Литературное творчество
Начала писать в молодости, первая публикация — 1958 год, рассказ «Чудеса и только…» (журнал «Ончыко»). Тогда же написала и издала повесть в письмах «Сар ок лий ыле гын…» («Если бы не война…»).
В 1965 году вышел в свет роман «Кушто улат, пиалем?» («Где ты, счастье моё?»), впоследствии дважды издававшийся на русском языке в Йошкар-Оле и Москве. Известность приобрёл и её роман «Живой родник».
Писала произведения для детей. Её повесть «Сомсок» была опубликована в газете «Ямде лий» и впоследствии переиздавалась.
По документальной драме З. Катковой «А вуй ÿмбалне яндар кава» («А над головой чистое небо») Марийский театр им. М. Шкетана поставил спектакль.
Двуязычный писатель: писала и на марийском, и на русском языке. Так, на русском языке написаны роман «Живой родник» и повесть «От себя не уйдёшь».

## Звания и награды
- Народный писатель Республики Марий Эл (1992)
- Заслуженный работник культуры Марийской АССР (1982)
- Орден «Знак Почёта» (1976)
- Почётная грамота Президиума Верховного Совета Марийской АССР (1972)[6]

## Основные произведения
Произведения З. Катковой на марийском, русском языке и в переводе на другие языки.

### В переводе на марийский язык
- Сар ок лий ыле гын…: повесть [Если бы не война…] // Ончыко. 1958. № 5. С 9—44.
- Кушто улат, пиалем?: роман [Где ты, счастье моё?]. Йошкар-Ола, 1965. 364 с.
- Тошто язык: повесть [Старые грехи] // Ончыко. 1969. № 6. С. 5—29.
- Юлымо пӧрт: ойлымаш-влак [Заколдованный дом: рассказы]. Йошкар-Ола, 1972. 52 с.
- Если бы не война…: повести и рассказы. Йошкар-Ола, 1976. 112 с.
- А вуй ӱмбалне яндар кава: драма [А над головой чистое небо] // Ончыко. 1977. № 5. С. 34—70.
- Живой родник: роман. Йошкар-Ола, 1978. 320 с.
- Ший памаш: йомак-пьеса // Ончыко. 1979. № 4. С. 100—112.
- От себя не уйдёшь: повести и рассказы. Йошкар-Ола, 1982. 176 с.
- Живой родник: роман. М., 1983. 304 с.
- Ӱмыл: повесть [Тень] // Ончыко. 1985. № 4. С. 7—60.
- Шӧртньӧ эҥыремышвот: драма // Ончыко. 1990. № 5. С. 23—62.
- Сомсок: повесть да ойлымаш-вл. Йошкар-Ола, 1991. 64 с.
- Страницы жизни: из поэтич. тетради. Йошкар-Ола, 1992. 36 с.
- Йӧсӧ шӱм йолташым йомдараш: ӱдырамашын дневникше гыч // Ончыко. 1995. № 4. С. 3—53.
- Кечшудо: йоча ойлымаш-влак [Подсолнух: рассказы|. Йошкар-Ола, 2006. 24 с.

### В переводе на другие языки
- Если бы не война: повесть / пер. на рус. Ю. Новикова. Йошкар-Ола, 1962. 60 с.
- Где ты, счастье моё?: роман / пер. на рус. автора. Йошкар-Ола, 1973. 432 с.
- Где ты, счастье моё?: роман / пер. на рус. Н. Нефёдова. М., 1974. 368 с.
- Сомсок: рассказ // Зелёная роща. М., 1976. С. 38—65.
- Война агыл ылгецӹ…: повесть / пер. на горномар. А. Канюшкова // Шошым. Йошкар-Ола, 1981. С. 3—58.
- Адресат выбыл: повести и рассказы / пер. на рус. автора. Йошкар-Ола, 1987. 272 с.

## Память
7 октября 2022 года в рамках празднования 100-летия со дня рождения З. Ф. Катковой в её родной деревне Верх-Ушут в Куженерском районе Марий Эл была открыта памятная стела.